# Hanns Wagner (Dramatiker)
Hanns Wagner, auch Johannes Carpentarius bzw. Ioannes Carpentarius, (* 19. Oktober 1522 in Bremgarten; † 1. September 1590 in Solothurn) war ein Schweizer Dramatiker.

## Leben
Hanns Wagner immatrikulierte sich am 29. April 1538 an der Universität in Freiburg im Breisgau, wo schon sein Onkel, der Theologe und Dramatiker Johannes Aal studiert hatte. Dort kam er in Kontakt mit dem Universalgelehrten  Heinrich Loriti (Glarean) und erwarb sich Kenntnisse in Latein und in der griechischen und römischen Dichtung. Das Studium schloss Wagner 1542 mit dem Magistertitel ab. Daraufhin folgte er erneut Johannes Aal, diesmal nach Solothurn, wo er Organist und Schulmeister an der lateinischen St.-Ursen-Stiftsschule wurde. Hans Jakob vom Staal (der Ältere) war sein Schüler. 1585 wurde Wagner pensioniert und erhielt eine lebenslange Rente zugesprochen. Von 1581 bis zu seinem Tod war Hanns Wagner Mitglied des Grossen Rates der Stadt Solothurn.
Hanns Wagners Bibliothek ist erhalten (heute in der Zentralbibliothek Solothurn).

## Werke
Hanns Wagner verfasste Gelegenheitsdichtungen und leitete mehrere Schuldramen in Latein. Auf Deutsch verfasste er mehrere Bürgerspiele:
- Dreikönigsspiel (aufgeführt am 5. Februar 1561)
- Ariſtotimus tyrannus (Manuskript, 1575)
- Sant Mauritzen Tragoedia und Sant Vrſen Spil (Doppeldrama, aufgeführt August 1581)
- Actus V. Stephanis (unvollendet)

Im Staatsarchiv Solothurn ist von ihm handschriftlich überlieferte Musik aufbewahrt.